# David Harrower
David Harrower (* 1966 in Edinburgh, Schottland) ist ein britischer Theaterschriftsteller.
Seit seinem ersten Erfolg mit Knives in Hens (Messer in Hennen) im Jahre 1995 ist er erfolgreich mit eigenen Stücken und mit Adaptionen von Theaterstücken ausländischer Autoren. Diese Arbeiten sind auf britischen und internationalen Bühnen, zum Teil als Kooperationen, gespielt worden.

## Werke

### Eigene Werke
- 1995: Knives in Hens, UA: Traverse Theatre, Edinburgh
- 1998: Kill the Old Torture Their Young, UA: Traverse Theatre, Edinburgh
- 2001: Presence, UA: Royal Court Theatre, Upstairs
- 2003: Dark Earth, UA: Traverse Theatre, Edinburgh
- 2005: Blackbird, UA: Edinburgh International Festival
- 2008: 365, UA: Edinburgh International Festival

### Adaptionen
- 1999: The Chrysalids, nach dem gleichnamigen Roman von John Wyndham
- 2000: Six Characters Looking for an Author nach Luigi Pirandellos Sechs Personen suchen einen Autor
- 2002: Iwanow nach Anton Tschechow
- 2002: Woyzeck nach Büchners Woyzeck
- 2002: The Girl on the Sofa nach Jon Fosse. Zusammenarbeit von Edinburgh International Festival und Schaubühne, Berlin
- 2003: Tales from the Vienna Woods nach Ödön von Horváths Geschichten aus dem Wienerwald

### Übersetzungen
- Bertolt Brecht: The Good Soul of Szechuan (Der gute Mensch von Szechuan)
- Arthur Schnitzler: Sweet Nothings (Liebelei)